# MCV (czasopismo)
MCV (Market for Home Computing and Video Games) – brytyjskie czasopismo z branży gier komputerowych, skupiające się na biznesowych aspektach opisywanej dziedziny, w tym produkcji oraz handlu. Wydawane jest w każdy piątek tygodnia i dostępny jest jedynie za pośrednictwem internetu lub poprzez zamawianą drukowaną subskrypcję. Nie jest dostępne w sklepach. Łączna liczba czytelników gazety, wydawanej zarówno papierowo, poprzez stronę www, email, media społecznościowe oraz za pomocą urządzeń mobilnych oscyluje wokół 370 000 (w tym ok. 14 000 sprzedawców).
„MCV” oraz japoński magazyn dotyczący gier komputerowych pt. „Famitsu” współpracują na zasadach wyłącznego partnerstwa, współtworząc tytuł „Develop”, skierowany przede wszystkim do producentów gier.

## Format
Czasopismo nie posiada stałej, ściśle określonej ilości stron. Zależnie od wydania oscyluje ono od 50 do 100 stron i zawiera:
- specjalistyczne raporty i analizy z rynku gier komputerowych
- informacje i nowości z brytyjskiego rynku gier komputerowych
- wykresy i dane z GfK Chart-Track
- sekcję „Retail Biz” zawierającą handlowe recenzje gier komputerowych (w przeciwieństwie do recenzji konsumenckich), listę premier nowych tytułów, analizę cen oraz wszelkie zmiany i ruchy na rynku brytyjskim i rynkach międzynarowodych
- ogłoszenia
- reklamy i artykuły sponsorowane